# Liocranoeca striata gracilior
Liocranoeca striata gracilior is een spinnenondersoort in de taxonomische indeling van de bodemzakspinnen (Liocranidae). De spin leeft op de bodem en maakt geen web. Het dier behoort tot het geslacht Liocranoeca. De wetenschappelijke naam van de soort werd voor het eerst geldig gepubliceerd in 1898 door Kulczyński.